# Orden de Ho Chi Minh
La Orden de Ho Chi Minh (en vietnamita: Huân chương Hồ Chí Minh) es la segunda condecoración más alta de las otorgadas por la República Democrática de Vietnam (ahora República Socialista de Vietnam), establecida en virtud del Decreto 58-SL del 6 de junio de 1947 del Presidente de la República Democrática de Vietnam, y posteriormente enmendado en virtud de la Ley de Condecoraciones y Menciones, del 26 de noviembre de 2003.

## Historia
La Orden de Ho Chi Minh es otorgada a organizaciones, colectivos, instituciones, regiones, buques o personas que tengan grandes méritos y logros destacados en alguno de los campos de la política, la economía, la sociedad, la literatura, el arte, la ciencia, la tecnología, la defensa nacional, la seguridad, diplomacia u otros campos.
La competencia para proponer y conceder la Orden de Ho Chi Minh es del presidente de Vietnam.
Cuando se instituyó por primera vez, la Orden de Ho Chi Minh tenía 3 clases, que se distinguían por el número de estrellas en la banda y el tallo de la medalla: la primera clase tenía 3 estrellas, la segunda clase tenía 2 estrellas y la tercera clase tenía 1 estrella. Según la Ordenanza N.º 10-HDNN del 28 de marzo de 1981 del Consejo de Estado de la República Socialista de Vietnam y de acuerdo con la Ley de Condecoraciones y Menciones, esta distinción en clases se eliminó.
Hasta ahora, el Estado de la República Socialista de Vietnam ha otorgado la Orden de Ho Chi Minh a más de 650 organizaciones e individuos tanto nacionales como extranjeros.
El General Vo Nguyen Giap fue la primera persona en recibir la Orden de Ho Chi Minh y también la primera persona en ser galardonada dos veces (la primera vez en 1950 y la segunda en 1979).
Cada medalla venía con un certificado de premio, este certificado se presentaba en forma de un pequeño folleto de cartón de 4.55 cm de largo por 3.55 cm de ancho con el nombre del premio, el nombre, la dirección y los logros de la unidad o persona a la que se concede y un sello oficial y una firma en el interior.

## Descripción
Tallo de medalla con borde exterior amarillo, interior con seda de Rayón tejida en rojo, con tres líneas de oro, con base de cobre rojo bañado en oro Nico de 3 micras de espesor; Dimensiones 28 mm x 14 mm. 
Medallaː Tira de medalla de rayón estilizado en forma de A, tejido rojo con tres franjas doradas, con base de cobre rojo, bañado en oro y aleación Nico, de 3 micras de espesor; Dimensiones 28 mm x 51 mm x 41 mm x 51 mm.
La medalla es de cobre rojo chapado en aleación Nico de 3 micrones de espesor y tiene la forma de un círculo regular con un diámetro de 39 mm con un borde elevado.
En su anverso, en el centro, en relieve, hay la imagen del presidente Ho Chi Minh, de perfil mirando a la derecha, a lo largo de la circunferencia superior, la inscripción en relieve "Orden de Ho Chi Minh" (en vietnamitaː Huân chương Hồ Chí Minh), En la parte inferior de la medalla, hay una corona de laurel alrededor de la circunferencia.
En el reverso de la medalla hay una inscripción en dos líneas, "Vietnam" (en vietnamitaː Việt Nam).
Todas las inscripciones e imágenes de la medalla son convexas.
La medalla está conectada con una orejeta y un anillo a un bloque pentagonal cubierto con una cinta de seda de Rayón tejida en rojo de 28 mm de ancho, La cinta es roja y tiene tres estrechas franjas longitudinales de color de oro, con base de cobre rojo bañado en oro Nico de 3 micras de espesor; Dimensiones 28 mm x 14 mm.